# Altherr (Familie, Speicher)
Bei den Altherr aus Speicher im Schweizer Kanton Appenzell Ausserrhoden handelt es sich um eine Textilfabrikanten- und Politikerfamilie.

## Geschichte
Grossrat und Oberrichter Johann Konrad Altherr begründete 1856 in Speicher die erste Fabrik für mechanische Stickerei in Appenzell Ausserrhoden. Dieser wurde in den 1870er Jahren eine Appretur angegliedert. Seine vier Söhne beugten sich trotz teils anderweitiger Berufswünsche dem väterlichen Willen zum Verbleib in der Textilindustrie und übernahmen nach seinem Tod 1876 die Firma. Im Jahr 1888 wurden die beiden Firmenzweige getrennt. Die von je zwei Söhnen weitergeführten Betriebe wurden 1912 beziehungsweise 1924 durch die dritte Generation verkauft beziehungsweise liquidiert. Mit der Übernahme einer Appretur in Flawil verblieb danach einzig Johann Conrad Altherr im angestammten Gewerbe bis 1934.
Die Nachfahren des Firmengründers folgten diesem auch in der politischen Laufbahn. Zwei Söhne waren ebenfalls Oberrichter, Johannes Altherr zudem Regierungsrat. Unter deren Nachkommen waren ein Kantonsrat sowie der Berufspolitiker Gustav Altherr. Diese Ämter lösten zum Teil die wenig geliebte industrielle Tätigkeit ab.